# Aeropuerto de Devonport

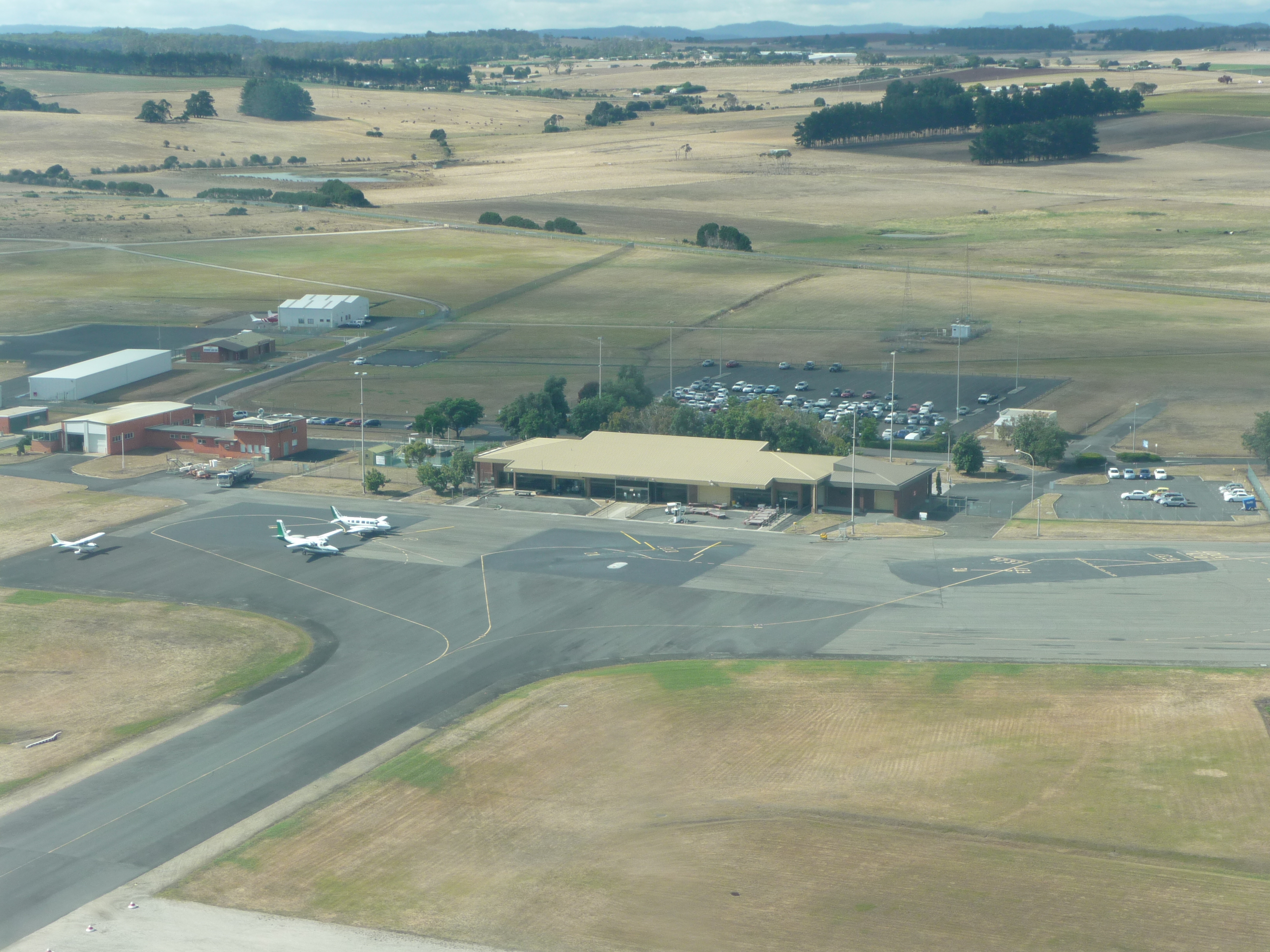
Instalaciones del Aeropuerto de Devonport

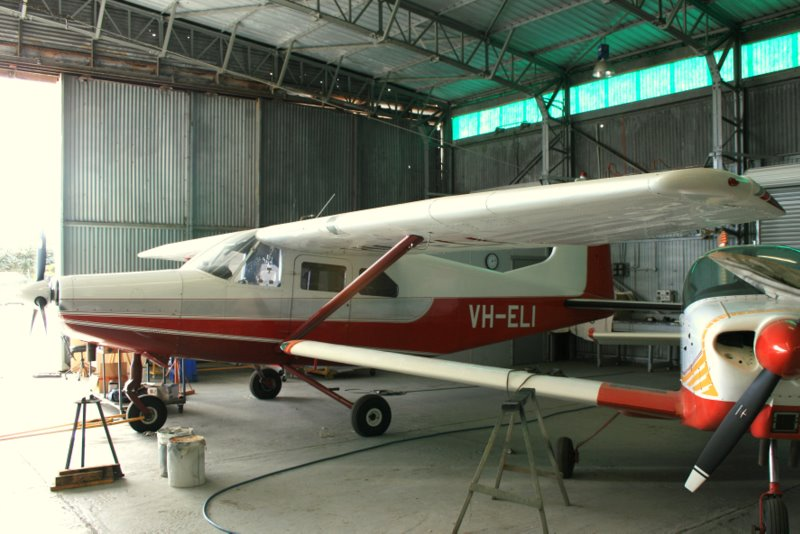
Aermacchi AL-60 en el Aeropuerto de Devonport

El aeropuerto de Devonport (del inglés: Devonport Airport), (IATA: DPO, OACI: YDPO), se encuentra ubicado en el área de gobierno local de Ciudad de Devonport, en el estado australiano de Tasmania.

## Descripción
Posee una pista de asfalto y otra pista de césped.  El aeropuerto se encuentra a 10 km del centro de la ciudad de Devonport. Es operado por la empresa Tasports, controlada por el gobierno de Tasmania.

## Aerolíneas y destinos
| Aerolíneas                                        | Destinos   |
| ------------------------------------------------- | ---------- |
| QantasLink operado por Eastern Australia Airlines | Melbourne  |
| Sharp Airlines                                    | Launceston |